# Železniční trať Otrokovice–Vizovice
Trať Otrokovice – Vizovice (v jízdním řádu pro cestující trať č. 331) je jednokolejná neelektrizovaná železniční trať o délce 25 km ve Zlínském kraji. V úseku Otrokovice – Zlín střed se jedná o dráhu celostátní a v úseku Zlín střed – Vizovice o dráhu regionální. Je to jediná železniční trať procházející krajským městem Zlín a je začleněna do systému Zlínské integrované dopravy.

## Historie
Koncese na výstavbu trati Otrokovice – Vizovice byla podepsána 24. září 1898 a po dokončení výstavby byl veřejný provoz této lokálky zahájen již 8. října 1899. Provoz na trati zajišťovala na účet vlastníka společnost KFNB. Po zestátnění KFNB v roce 1907 zajišťovala provoz společnost c. k. Rakouské státní dráhy (kkStB) a po roce 1918 pak Československé státní dráhy. Lokálka však byla stále v soukromých rukou. Majoritní podíl akcií této trati získal koncern Baťa a 1. srpna 1931 byla přejmenována na společnost s názvem Otrokovicko-zlínsko-vizovická dráha (OZVD).
Dne 21. května 1937 získala OZVD koncesi na výstavbu prodloužení této trati z Vizovic do Horní Lidče. Stavba prodloužení byla ihned zahájena, ale vzápětí přerušena vypuknutím 2. světové války. Po skončení války byla výstavba nové trati obnovena, ale 17. února 1951 však Ministerstvo dopravy nedokončenou stavbu definitivně zastavilo. Po části tehdy nerealizované trati vede dnes cyklostezka.
Po roce 2000 se záměr na prodloužení trati, tentokrát do Valašské Polanky, objevil v krajem objednané studii Rozvoj kolejové dopravy ve Zlínském kraji (2004) i v návrhu zásad územního rozvoje Zlínského kraje (2008), avšak obce v připomínkovém řízení vyjadřovaly i obavy a nesouhlas. Podle navrhovaného řešení má nová železniční trať Vizovice – Valašská Polanka v maximální míře využít drážní těleso v úseku Vizovice – Pozděchov vybudované v letech 1934–1951.
Od roku 2013 jezdí na trati nové soupravy typu RegioShark.
V roce 2015 schválilo ministerstvo dopravy projekt elektrizace celé trati a její zdvojkolejnění v úseku mezi stanicemi Otrokovice a Zlín střed. Práce po vypracování projektu měly započít v roce 2019. Po jejich realizaci se měl provoz na trati zvýšit na jeden osobní vlak každých 15 minut a jízdní doba mezi Otrokovicemi a Zlínem se měla snížit na 12 minut, čehož mělo být dosaženo mj. i zrušením zastávek Otrokovice-Trávníky, Zlín-U mlýna a Zlín-Louky, jejichž obsluhu měla zajišťovat MHD. Stanice Zlín-Malenovice bude nahrazena zastávkou Zlín-Malenovice obec. Zastávka Zlín-Příluky pak bude přestavěna na výhybnu. Modernizace trati se však neustále odkládá. Zahájení stavby se aktuálně plánuje na rok 2026 a zprovoznění v roce 2030.

## Seznam železničních stanic a zastávek
- Otrokovice (0 km, Trať 330)

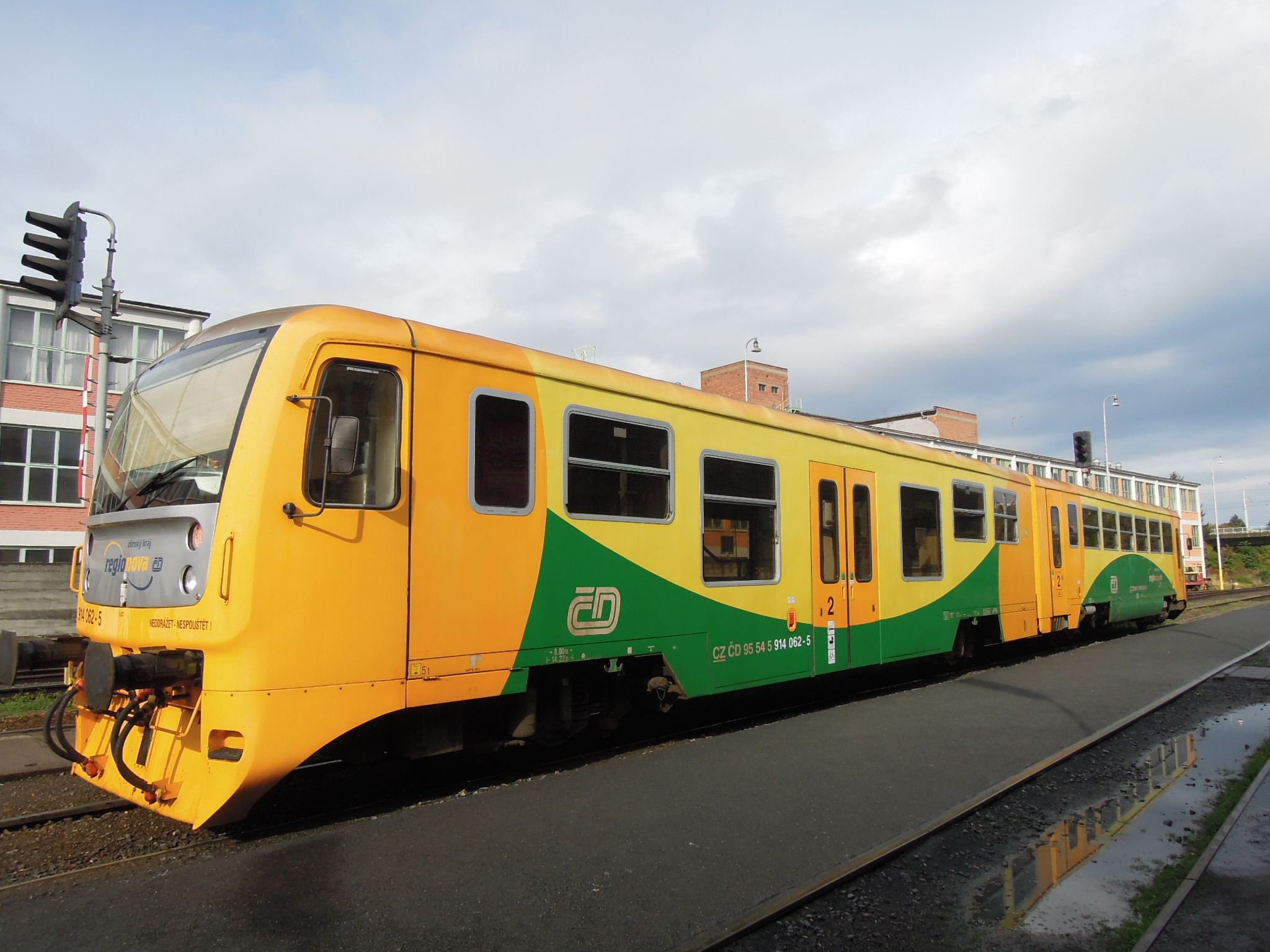
Motorová jednotka 814 ve stanici Zlín střed

- Otrokovice-Trávníky (2 km, neobsazená)
- Zlín-Malenovice zastávka (4 km, neobsazená)
- Zlín-U mlýna (5 km, neobsazená)
- Zlín-Malenovice (6 km)
- Zlín Louky (8 km, neobsazená)
- Zlín-Prštné (9 km, neobsazená)
- Zlín střed (11 km)
- Zlín-Dlouhá (12 km, neobsazená)
- Zlín-Podvesná (13 km, neobsazená)
- Zlín-Příluky (15 km, neobsazená)
- Želechovice nad Dřevnicí (17 km, neobsazená)
- Lípa nad Dřevnici (19 km)
- Zádveřice (22 km, neobsazená)
- Vizovice (25 km)

## Fotogalerie železničních stanic a zastávek

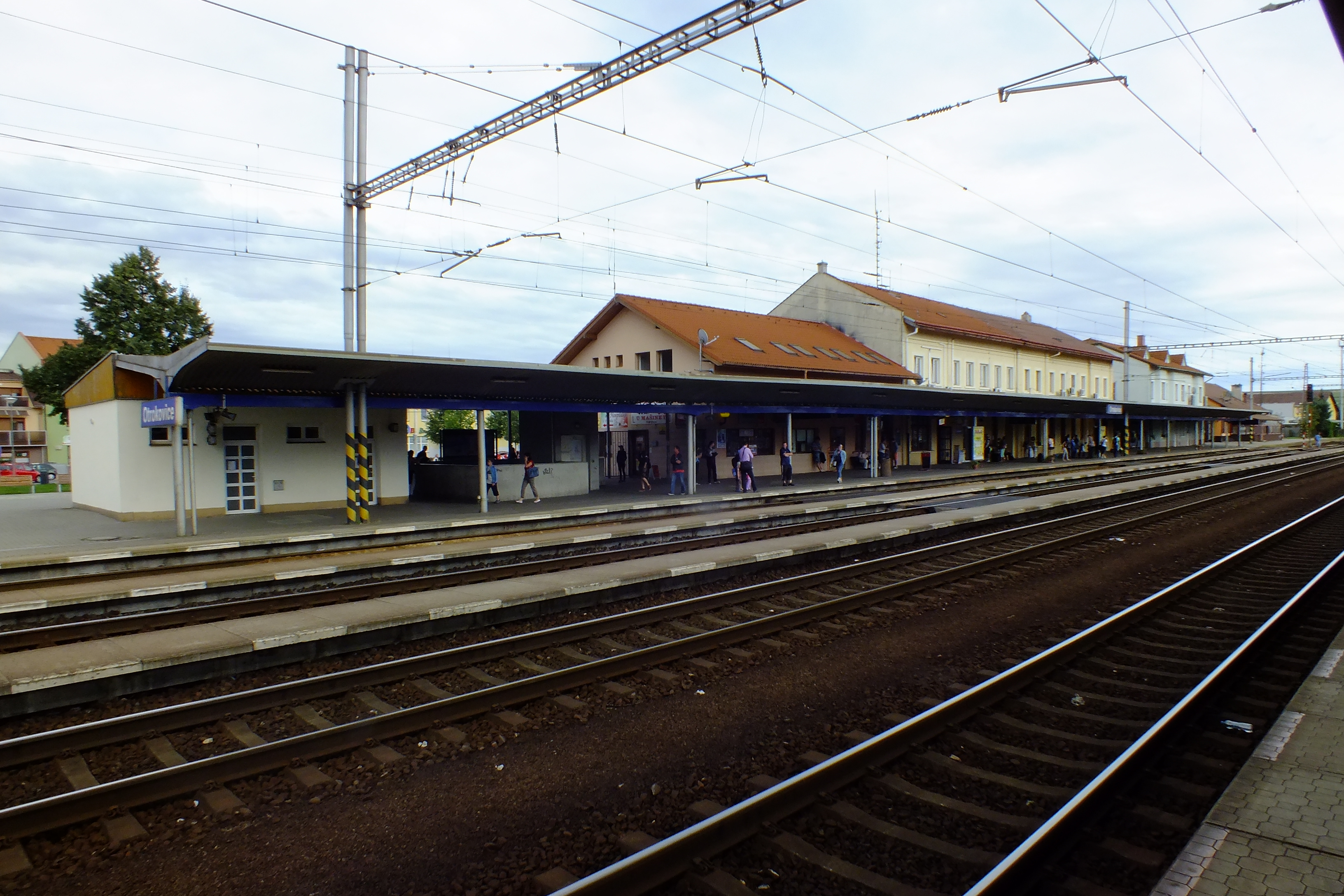
Otrokovice
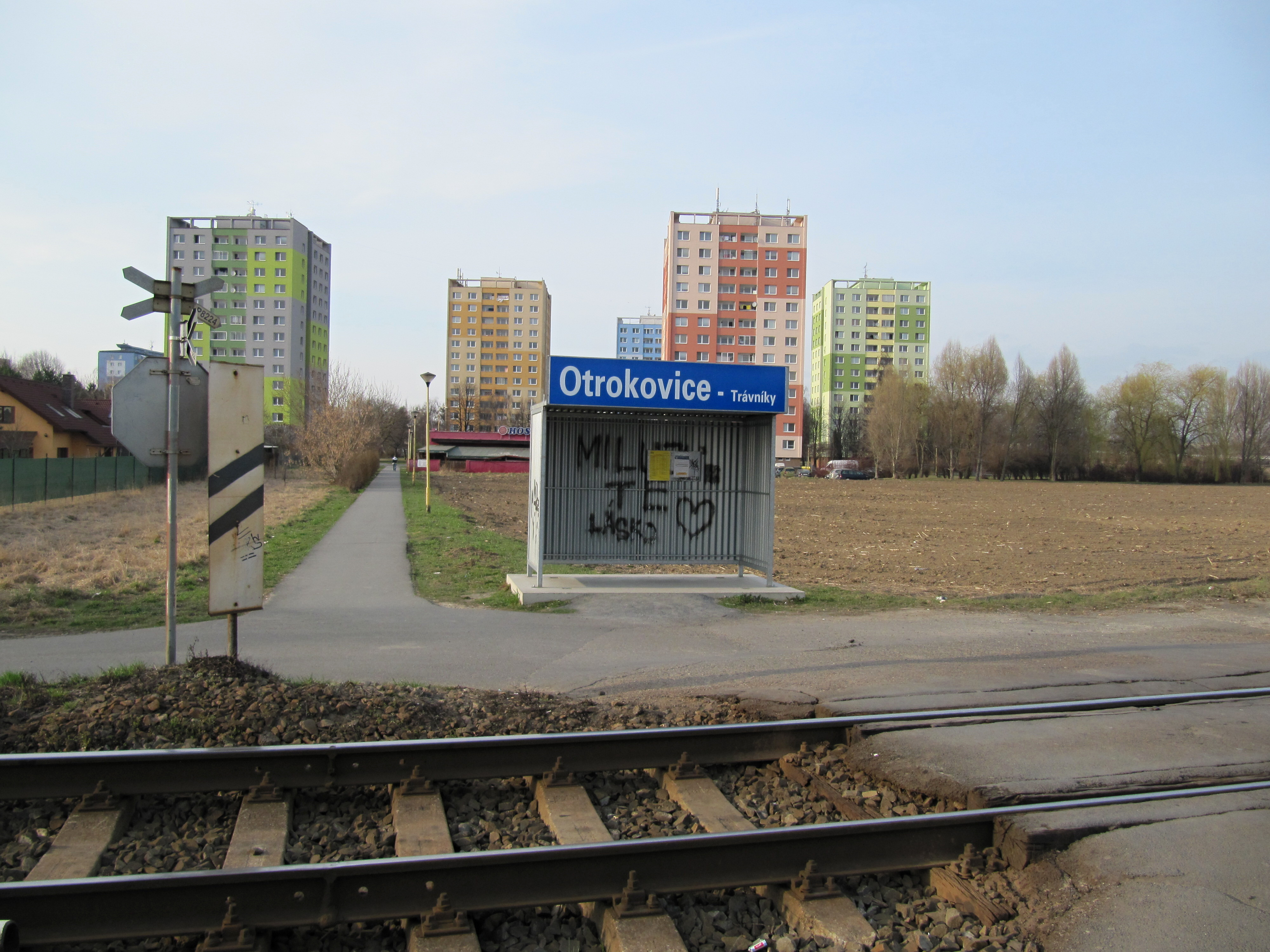
Otrokovice-Travníky
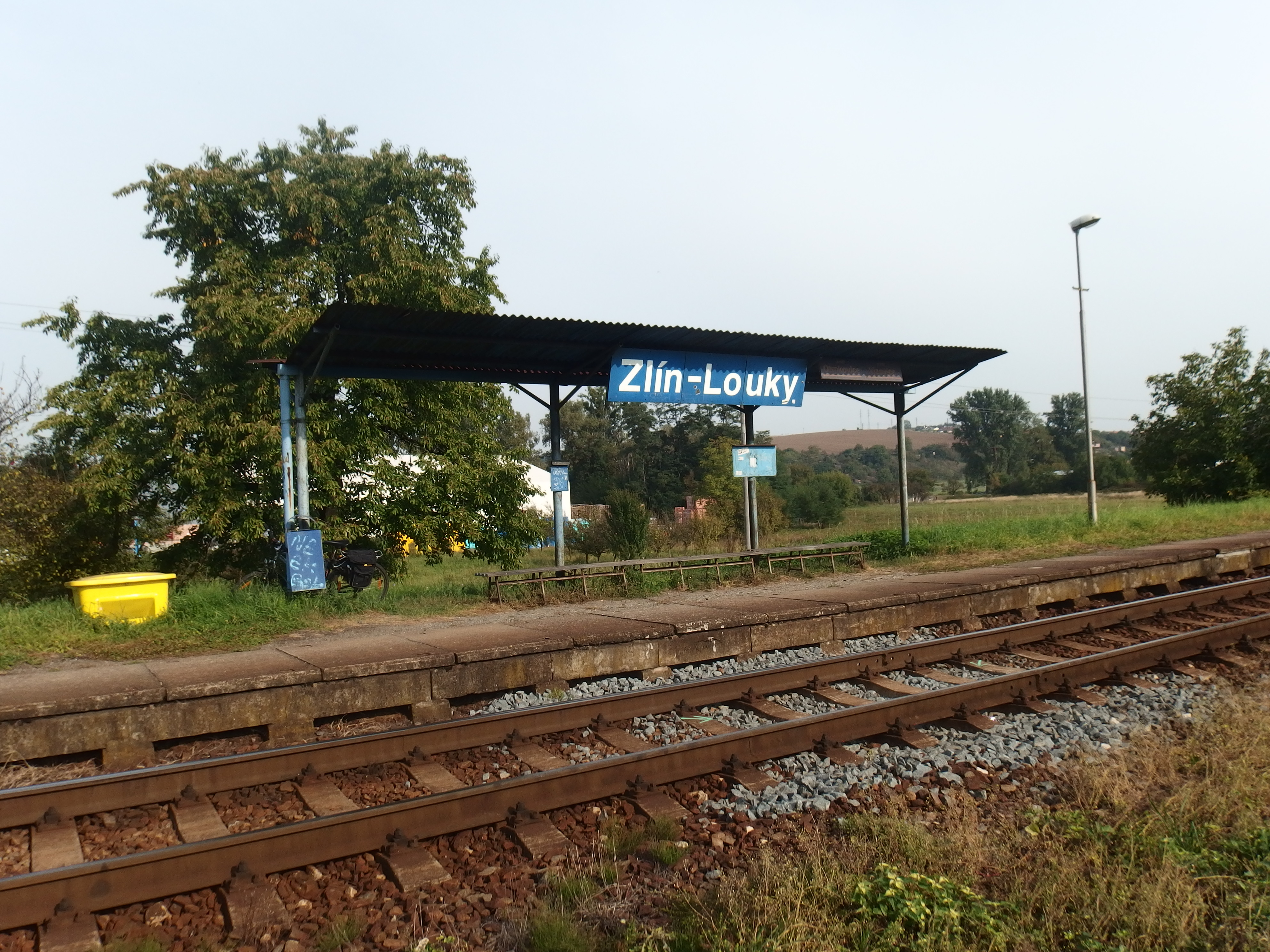
Zlín-Louky
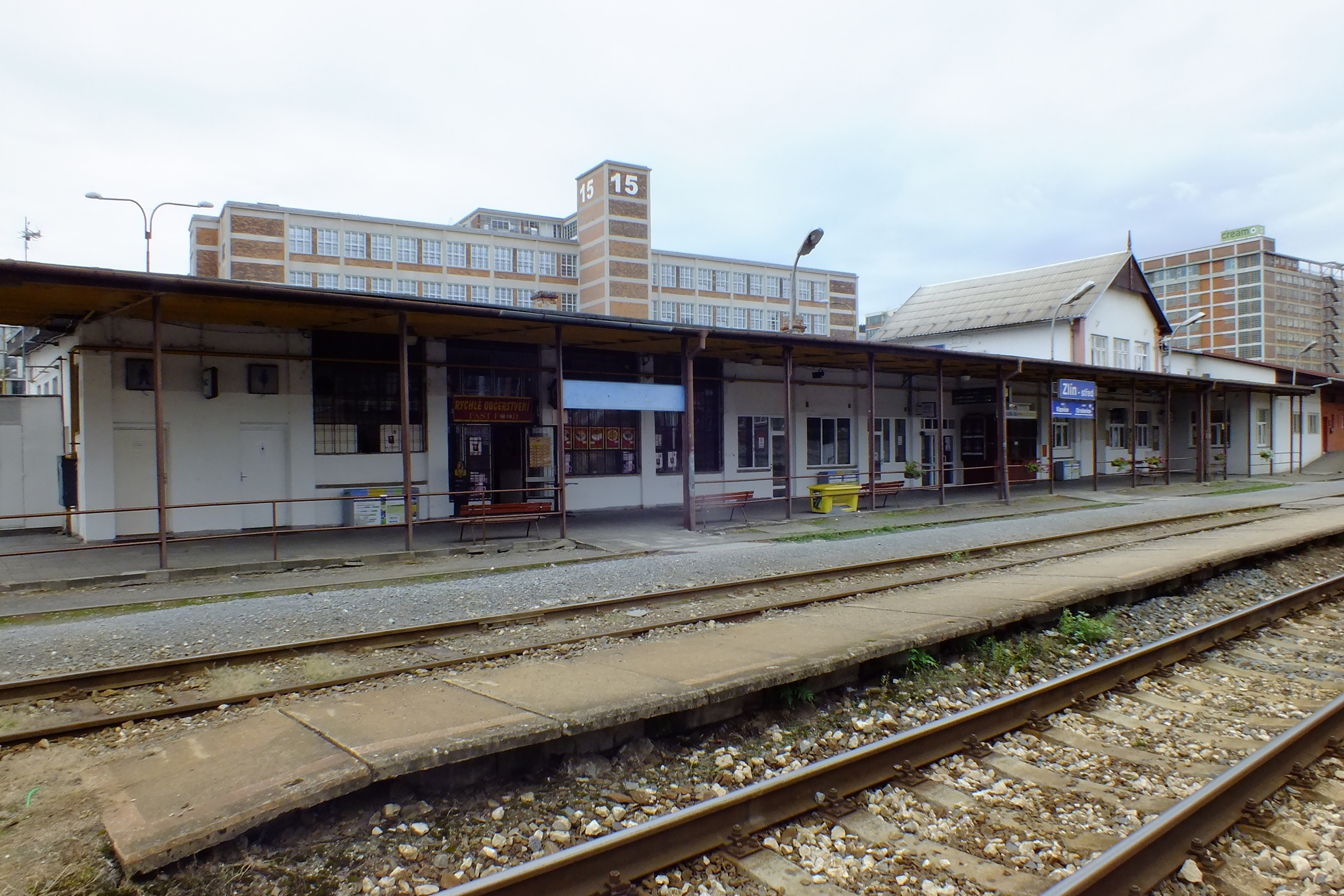
Zlín střed
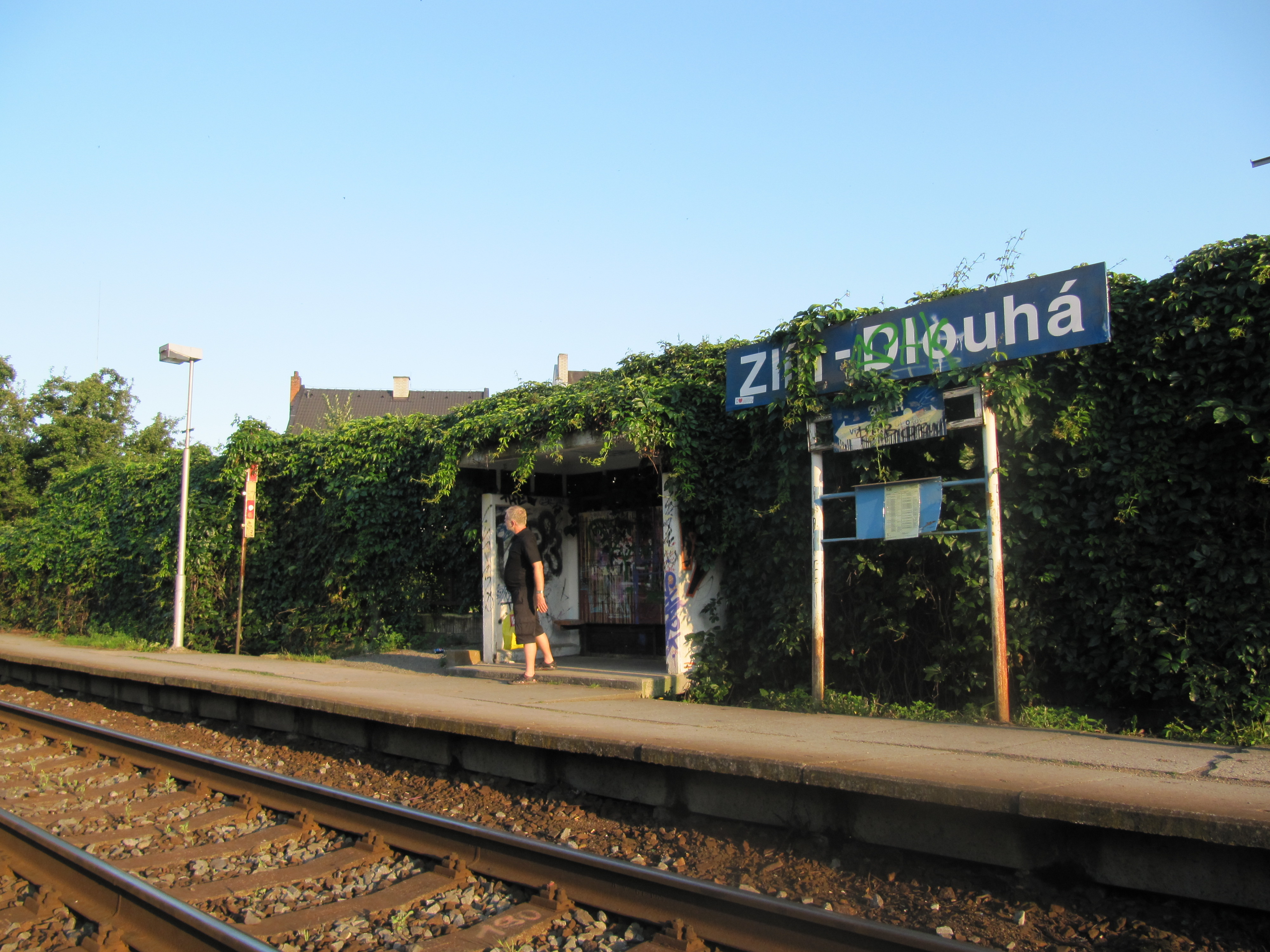
Zlín-Dlouhá
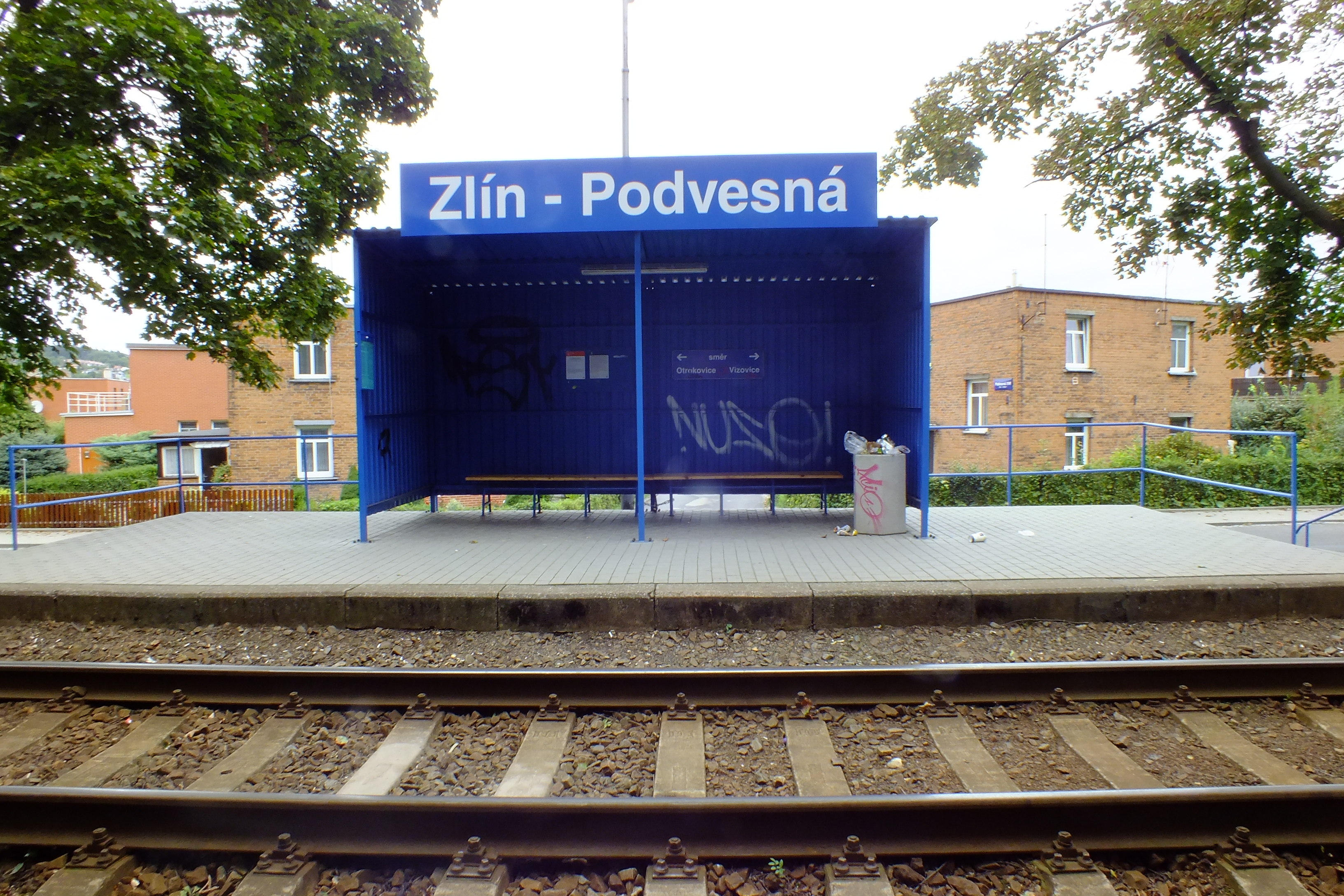
Zlín-Podvesná
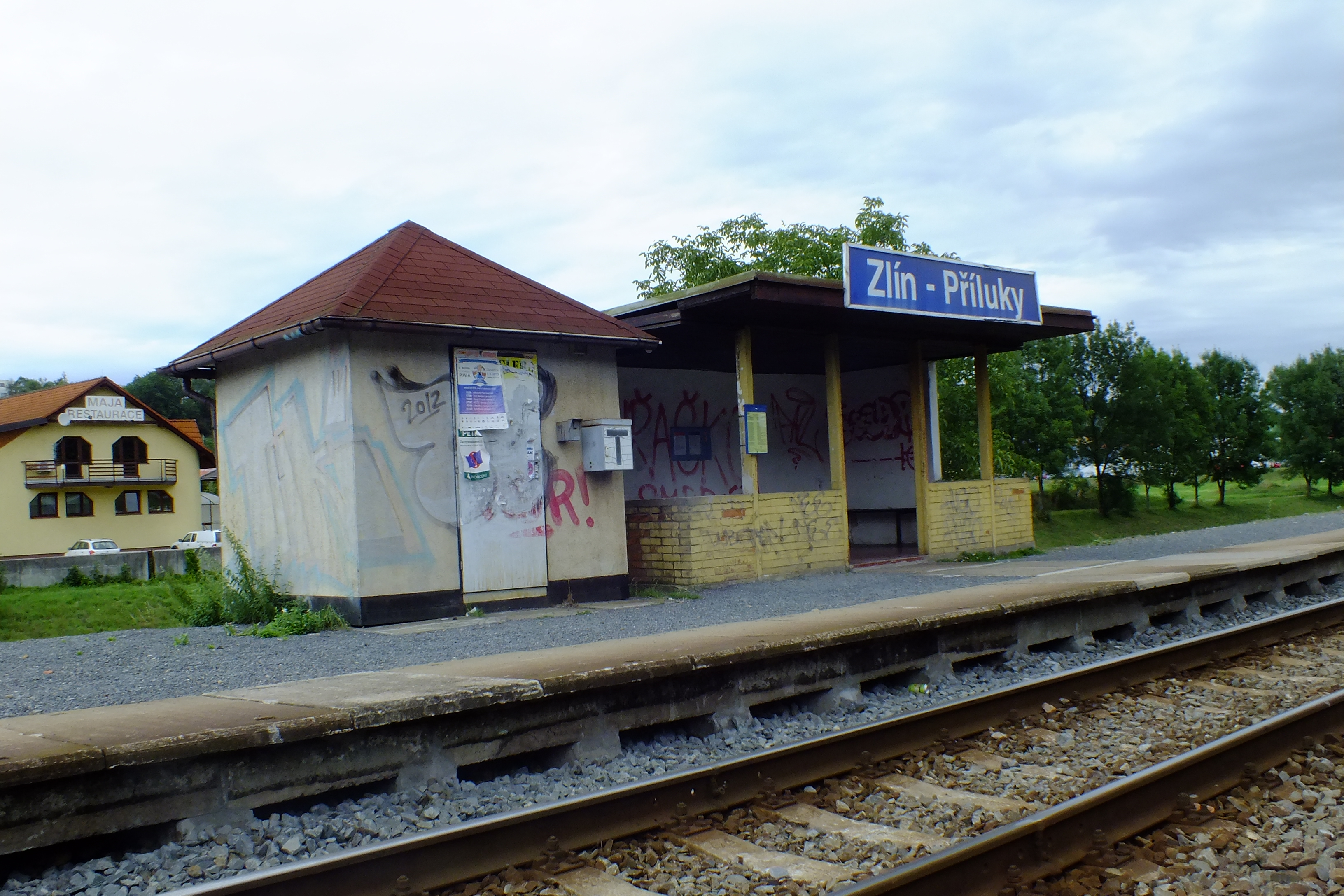
Zlín-Přiluky
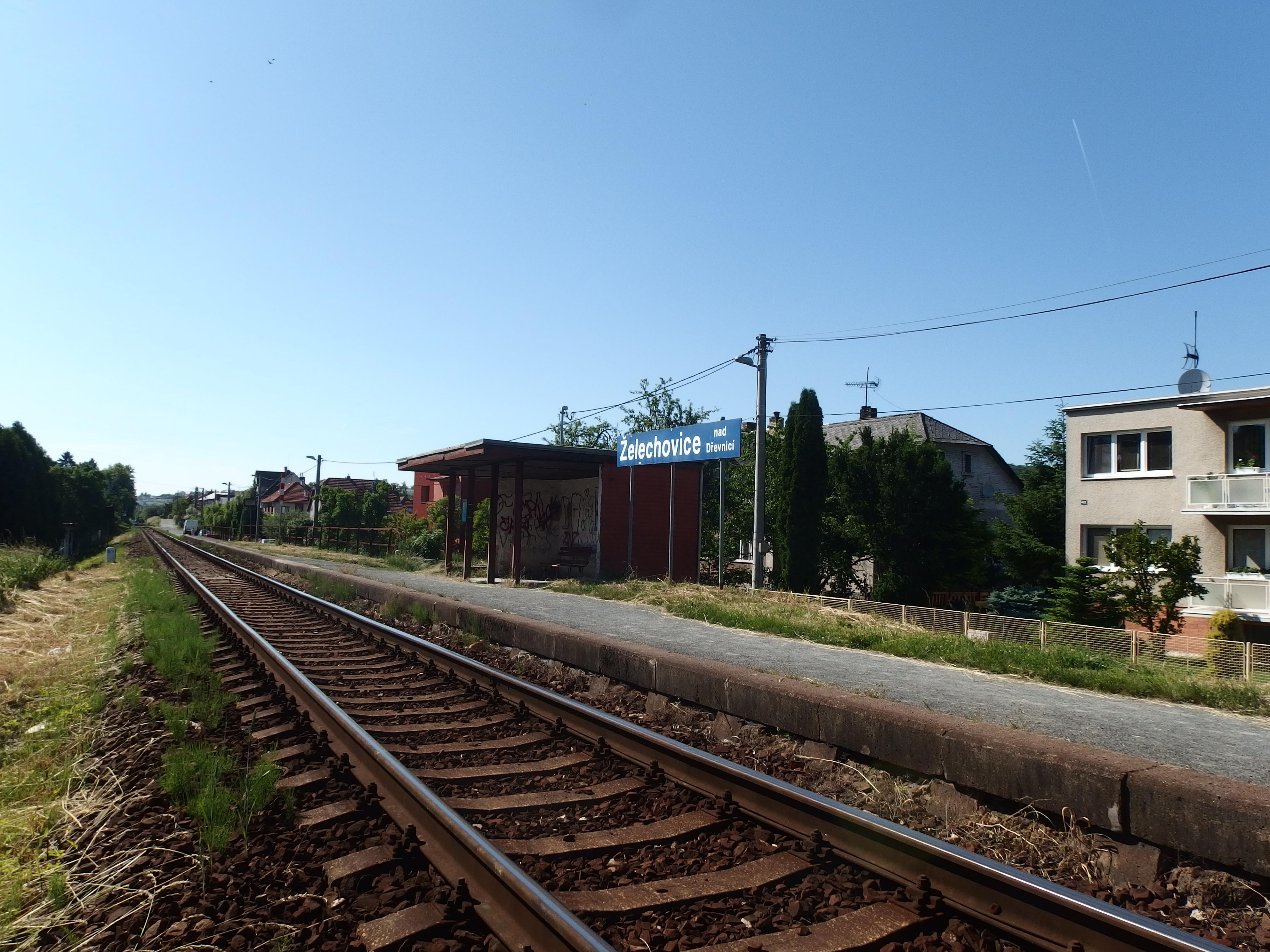
Želechovice nad Dřevnicí
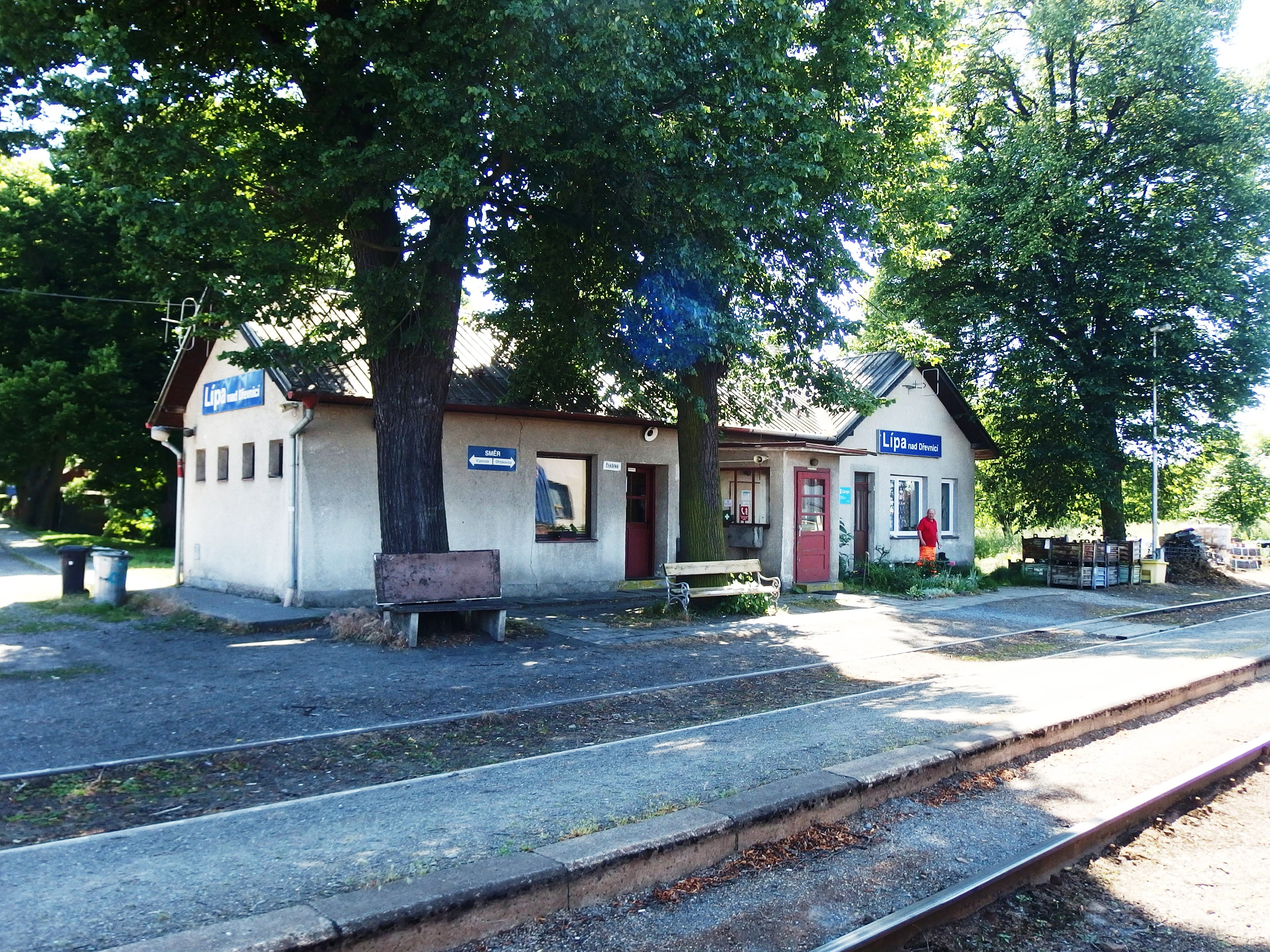
Lípa nad Dřevnici
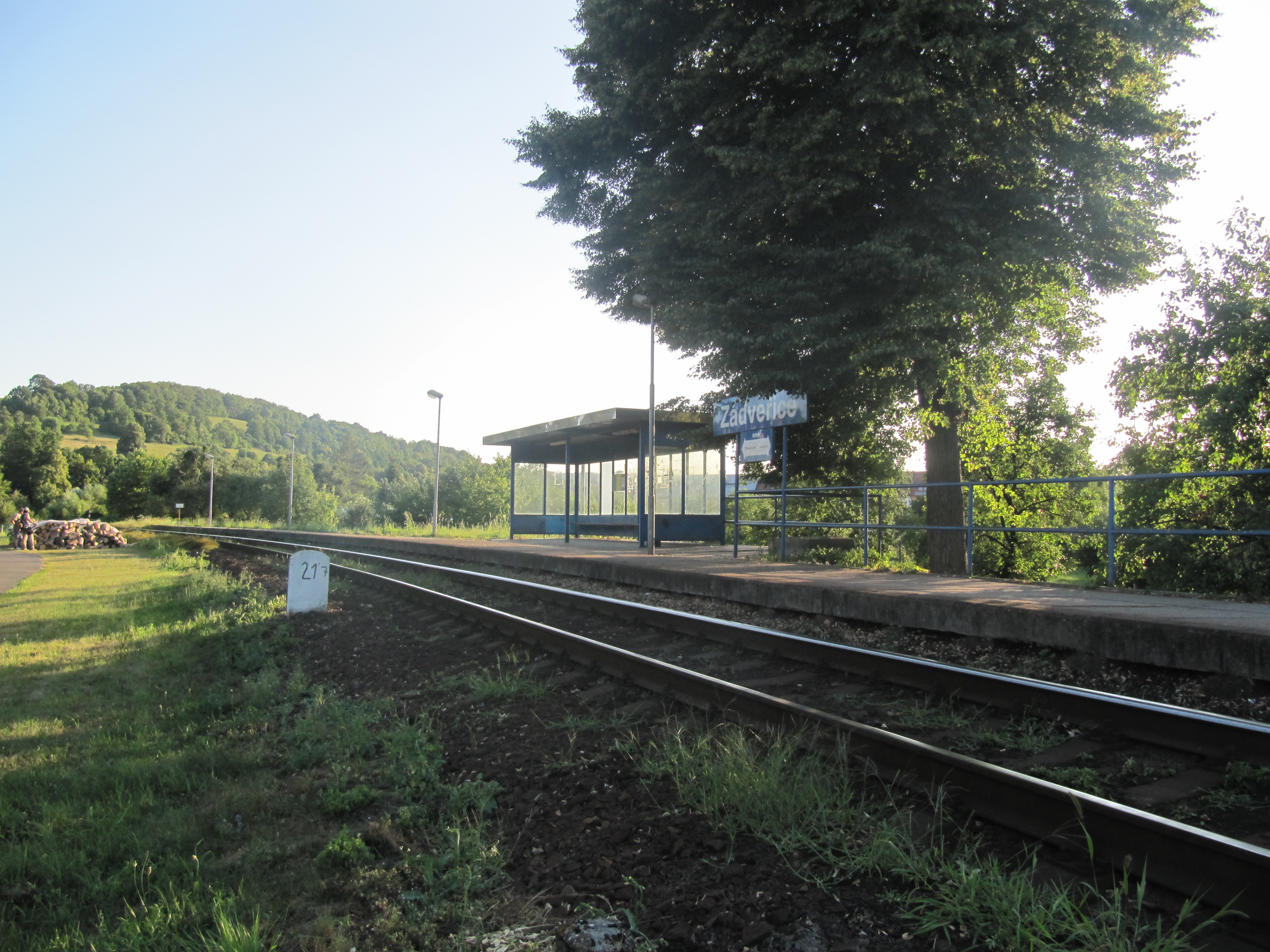
Zádveřice
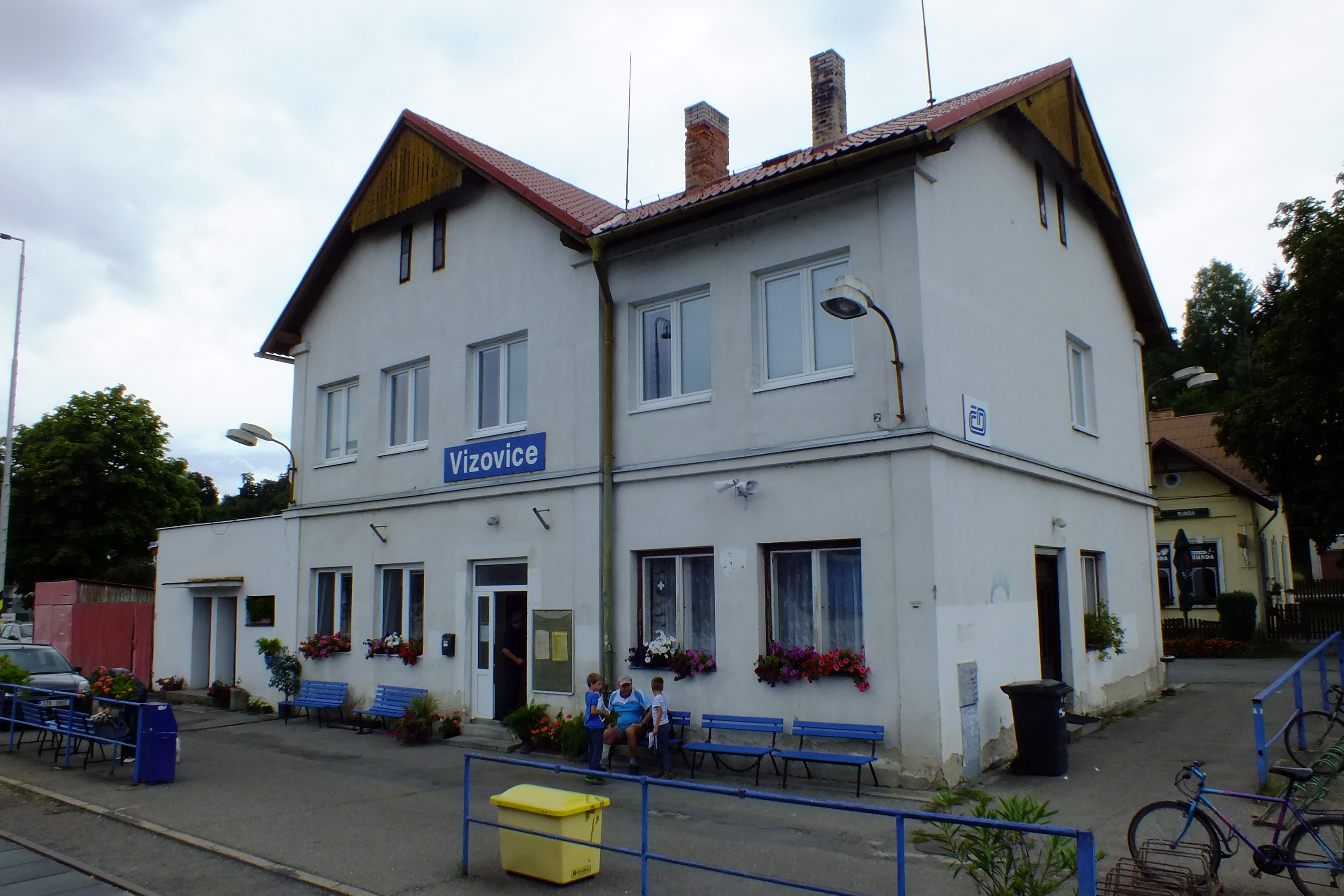
Vizovice